# Hochzeit von Prinz Harry und Meghan Markle

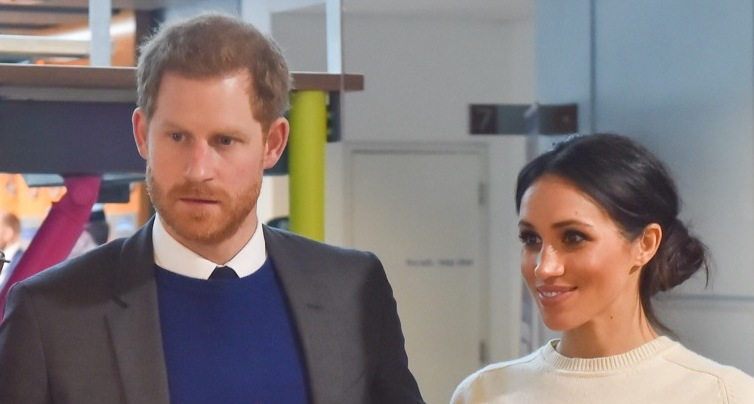
Prinz Harry und Meghan Markle (2018)

Die Hochzeit von Prinz Harry und Meghan Markle fand am 19. Mai 2018 in Windsor Castle statt.
Die Beziehung des Paars begann im Juni 2016, am 8. November 2016 wurde sie öffentlich bekannt gemacht. Am 27. November 2017 gab das Paar seine Verlobung bekannt.

## Brautpaar
Der Bräutigam war Prinz Harry. Er ist Mitglied der britischen Königsfamilie und stand zur Zeit der Hochzeit an sechster Stelle in der Thronfolge. Die Braut war die US-amerikanische Schauspielerin Meghan Markle. Sie ist nach Wallis Simpson die zweite Amerikanerin und erste Person afroamerikanischer Abstammung, die in die britische Königsfamilie eingeheiratet hat. Markle war von September 2011 bis August 2013 mit dem Filmproduzenten Trevor Engelson verheiratet.
Traditionell erhalten königliche Prinzen ein Adelsprädikat vor ihrer Heirat. Dies geschah sowohl bei Harrys Onkeln, dem Herzog von York und dem Earl of Wessex, als auch bei seinem Bruder, dem Herzog von Cambridge. Am Tage der Hochzeit erhielt Prince Harry den Titel His Royal Highness (HRH), Duke of Sussex, Earl of Dumbarton und Baron Kilkeel, seine Frau den Höflichkeitstitel Her Royal Highness, Duchess of Sussex.
Die Eltern des Bräutigams sind Charles III., der damalige Fürst von Wales (* 1948) und Diana, Fürstin von Wales (1961–1997). 
Die Eltern der Braut sind der TV-Lichtgestalter Thomas Wayne Markle (* 1944) und Doria Ragland (* September 1956 in Los Angeles). Sie waren von 1979 bis 1988 verheiratet. Die Familie der Braut ist bürgerlicher Abstammung.  Thomas Markle konnte an der Trauung nicht teilnehmen, weil er sich kurz zuvor einer Herzoperation unterzogen hatte.

## Verlobung

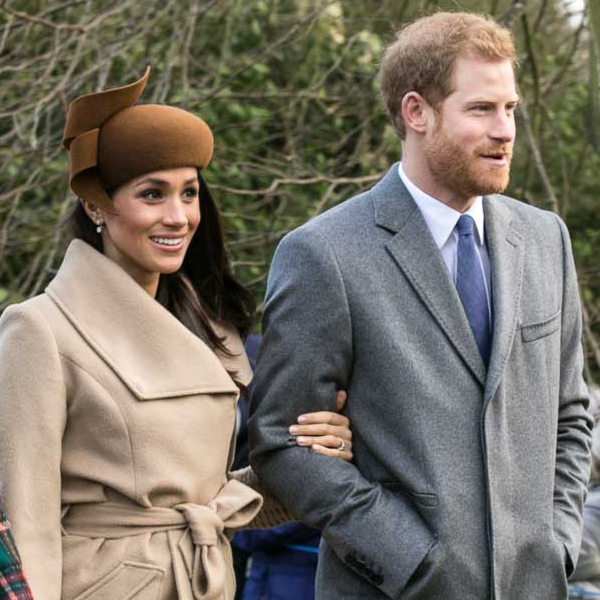
Prinz Harry und Meghan Markle vor dem Weihnachtsgottesdienst 2017

Das Paar ist seit Juni 2016 in einer Beziehung, am 8. November 2016 wurde sie öffentlich bekannt gemacht. Am 27. November 2017 kündigte Clarence House die Hochzeit von Prinz Harry und Meghan Markle für das Frühjahr 2018 an. Das Paar verlobte sich Anfang November in London. Prinz Harry ließ einen Verlobungsring bei Cleave and Company anfertigen. Der Ring ist mit einem Diamanten aus Botswana und zwei kleineren Diamanten aus der Schmuckkollektion von Harrys Mutter Diana besetzt. Am 15. Dezember 2017 kündigte Clarence House den 19. Mai 2018 als Hochzeitstermin an.
Prinz Charles, Königin Elisabeth und ihr Ehemann Prinz Philip, die britische Premierministerin Theresa May und der Oppositionsführer Jeremy Corbyn äußerten sich erfreut. Nach der Bekanntgabe gab das Paar Mishal Husain von BBC News ein Exklusivinterview, wie es vor royalen Hochzeiten in Großbritannien üblich ist.
Die Königin stimmte am 14. März 2018 der Heirat zu, entsprechend dem Succession to the Crown Act 2013, nach dem die ersten sechs Personen in der Thronfolge die Zustimmung des Monarchen zur Heirat benötigen.
Markle besuchte am Anfang ihrer Schulzeit eine katholische Schule, identifizierte sich aber nicht mit dieser Glaubensrichtung und trat vor der Hochzeit der Church of England bei. Die Kirche verweigert Geschiedenen die Trauung nicht mehr. Nach der Verlobung teilte Markle mit, die britische Staatsbürgerschaft annehmen zu wollen. Dieser Prozess wird noch Jahre andauern. Einigen Quellen zufolge will sie ihre US-Staatsbürgerschaft behalten. Ende November 2017 wies der Kensington Palace darauf hin, dass eine Entscheidung noch nicht gefallen sei. Das Paar feierte Weihnachten 2017 mit der königlichen Familie auf dem Anwesen der Königin in Sandringham. Die offiziellen Verlobungsfotos nahm Alexi Lubomirski, ein ehemaliger Assistent von Mario Testino, im Frogmore House auf, der Kensington-Palast veröffentlichte sie am 21. Dezember 2017.

## Hochzeit

### Trauung

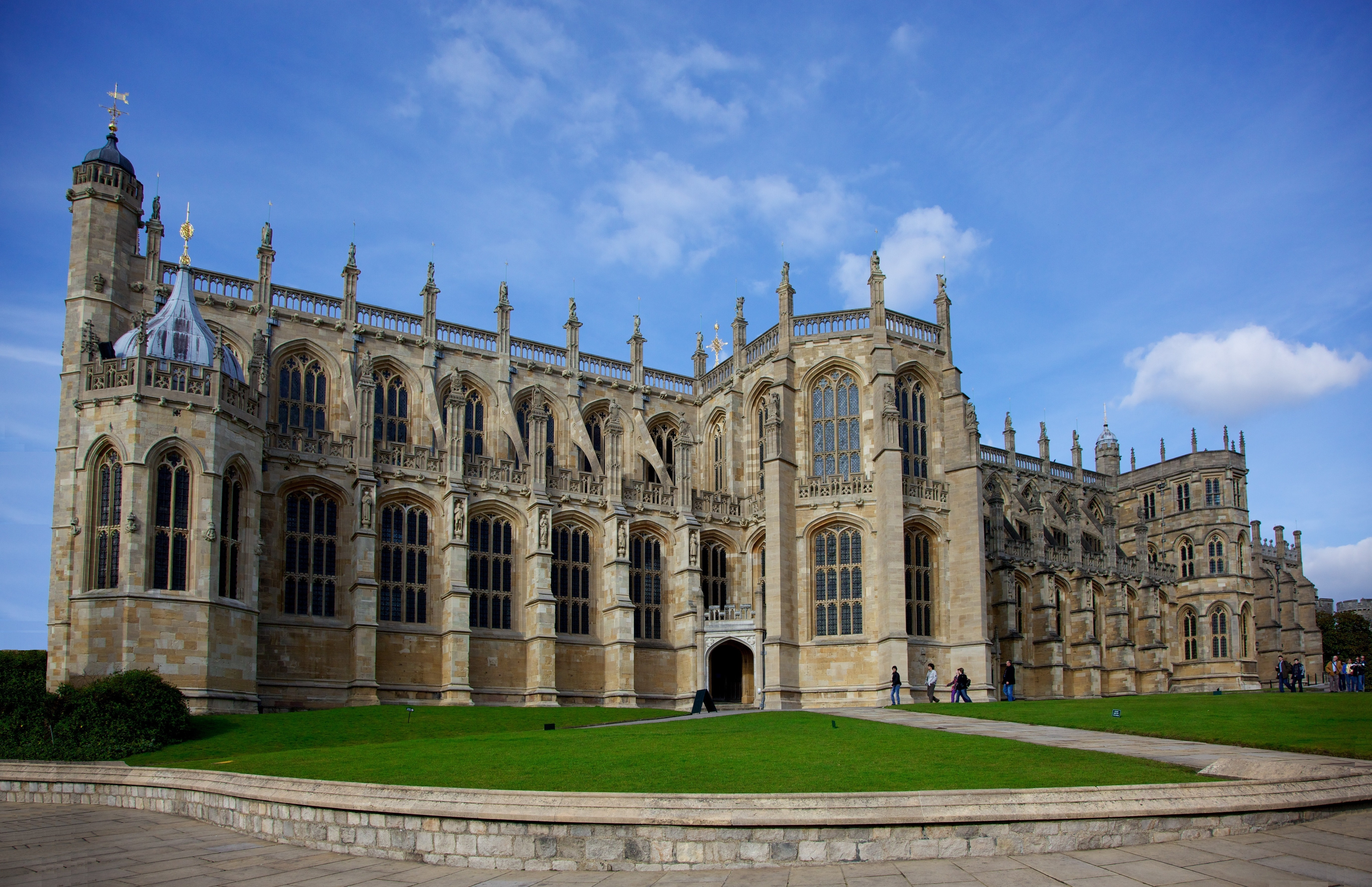
St George’s Chapel auf Windsor Castle

Die Trauung fand am 19. Mai 2018 in der St George’s Chapel auf Windsor Castle statt. Der Dekan von Windsor, David Conner, leitete den Gottesdienst, der Erzbischof von Canterbury, Justin Welby, nahm dem Brautpaar das gegenseitige Eheversprechen ab. Die Predigt hielt Bischof Michael Bruce Curry, der leitende Bischof der Episkopalkirche der Vereinigten Staaten von Amerika. Meghan Markle verzichtete auf das Versprechen des Gehorsams gegenüber ihrem Ehemann Prinz Harry. Prinz William war der Trauzeuge seines Bruders, wie dieser Williams Trauzeuge gewesen war. Die Schriftlesung aus dem Hohenlied wurde von Prinz Harrys Tante und Schwester von Prinzessin Diana, der Baroness Fellowes, vorgetragen. 
Meghans Ehering ist ein Geschenk von Königin Elizabeth II. Er wurde aus walisischem Gold angefertigt. Prinz Harrys Ring ist aus Platin.
Die Braut trug ein weißes schlichtes Seidenkleid, das Clare Waight Keller, Artistic Director bei Givenchy, entworfen hatte. Zum Kleid mit U-Boot-Kragen, fünf Meter langem Schleier aus Seide und Organza und einer Schleppe trug sie eine Tiara aus den 1920er Jahren, die Queen Mary hatte anfertigen lassen. Der in Weiß gehaltene Brautstrauß war aus Maiglöckchen, Edelwicke, Jasmin, Sterndolden  und Vergissmeinnicht gebunden, darin Myrthenzweige. Harry erschien mit Erlaubnis der Königin in der Paradeuniform mit Gehrock des Gardekavallerieregiments Blues and Royals, dem er bis 2015 angehörte.

### Familiäre Feier
Nach dem Gottesdienst fuhr das Paar in einer offenen Kutsche durch Windsor, wo ihnen Tausende Menschen zujubelten.
Im Anschluss daran lud Königin Elisabeth II. zu einem Mittagsempfang in der St George's Hall, bei dem Prinz Charles die Traurede hielt und der unter anderem von Elton John musikalisch gestaltet wurde.
Zum Hochzeitsball am Abend in Frogmore House hatte Prinz Charles Familienmitglieder und enge Freunde des Paars eingeladen. Dabei hielt, die britische Tradition brechend, auch Meghan eine Rede. Sie trug ein Abendkleid, das von Stella McCartney gefertigt wurde, sowie einen Aquamarin-Ring im Smaragdschliff, der zuvor Prinzessin Diana gehört hatte. Die Hochzeitstorte war mehrstöckig mit Zitronen- und Holunderblütengeschmack, dekoriert mit Pfingstrosen. Die Kosten des Empfangs trug der Gastgeber aus seinem eigenen Portefeuille. Um 23 Uhr gab es ein Feuerwerk.

### Kosten und Feiertagsregelung
Die Kosten für Sicherheitsvorkehrungen in Höhe von 34 Mio. Euro gingen zu Lasten des Steuerzahlers. Die Kosten der Hochzeitsfeier in Höhe von 2 Mio. Euro zahlten die Royals.  Der Hochzeitstag war – anders als bei der Hochzeit von Prinz William und Catherine Middleton – kein landesweiter und arbeitsfreier Feiertag.

### Gäste
Die Gästeliste umfasste etwa 600 Personen, die eine „direkte Beziehung“ zu dem Paar haben. An der Trauung nahmen Amal Clooney und Ehemann George Clooney, Victoria Beckham und David Beckham, Serena Williams, Oprah Winfrey, Elton John, ehemalige Kollegen der Braut aus der Fernsehserie Suits sowie mit Chelsy Davy und Cressida Bonas zwei frühere Freundinnen des Bräutigams teil.
200 enge Freunde des Paares waren zu einem Abendempfang nach der Hochzeit ins Frogmore House eingeladen, den Prinz Charles gab. Außerdem waren etwa 1200 Bürger eingeladen, das Paar vor der Kapelle auf dem Gelände des Windsor Castle zu begrüßen.
Nicht eingeladen waren Premierministerin Theresa May, Oppositionsführer Jeremy Corbyn und weitere nationale und internationale Politiker, auch nicht der amtierende US-Präsident Donald Trump und sein Vorgänger Barack Obama. 
Zur Hochzeit von Harrys Bruder William waren zahlreiche Gäste aus der Politik eingeladen, möglicherweise wegen dessen Stellung als zukünftiger Monarch.

### Musik
Während des Gottesdienstes wurden folgende Musikstücke gespielt: 
Eternal source of light divine (aus der Ode for the Birthday of Queen Anne) von Georg Friedrich Händel; die Motette If ye love me von Thomas Tallis; Stand by me von Jerry Leiber, Mike Stoller und Ben E. King (arrangiert für Chor von Mark Delisser); und The Lord bless you and keep you von John Rutter. Nach der Trauung spielte der Cellist Sheku Kanneh-Mason eine Sicilienne von Maria Theresia Paradis, Après un rêve von Gabriel Fauré und das Ave Maria von Franz Schubert.  
Ein Orchester spielte den ersten Satz (Allegro) aus der Symphony Nr. 1 von William Boyce; den Abschluss bildete das vom Gospelchor gesungenes Amen/This Little Light of Mine von Etta James, Jester Hairston und Harry Dixon Loes.

### Spenden für wohltätige Zwecke
Das Paar bat im April 2018 darum, anstelle von Hochzeitsgeschenken für wohltätige Zwecke zu spenden. Es gab eine Liste vorgeschlagener Spenden-Empfänger bekannt:
- CHIVA (Children’s HIV Association; Unterstützung für junge Menschen mit HIV in Großbritannien und Irland)
- Crisis (Obdachlosenhilfe)
- The Myna Mahila Foundation (Frauenrechte in Indien)
- Scotty’s Little Soldiers (Hilfe für Kinder von gefallenen britischen Soldaten)
- StreetGames (Sportangebote für Kinder für ein gesünderes Leben)
- Surfers Against Sewage (Schutz von Meeren, Stränden und Tieren)
- The Wilderness Foundation UK (soll Kindern und Jugendlichen Natur und ländliche Gegenden näherbringen)